# Adolf Berle

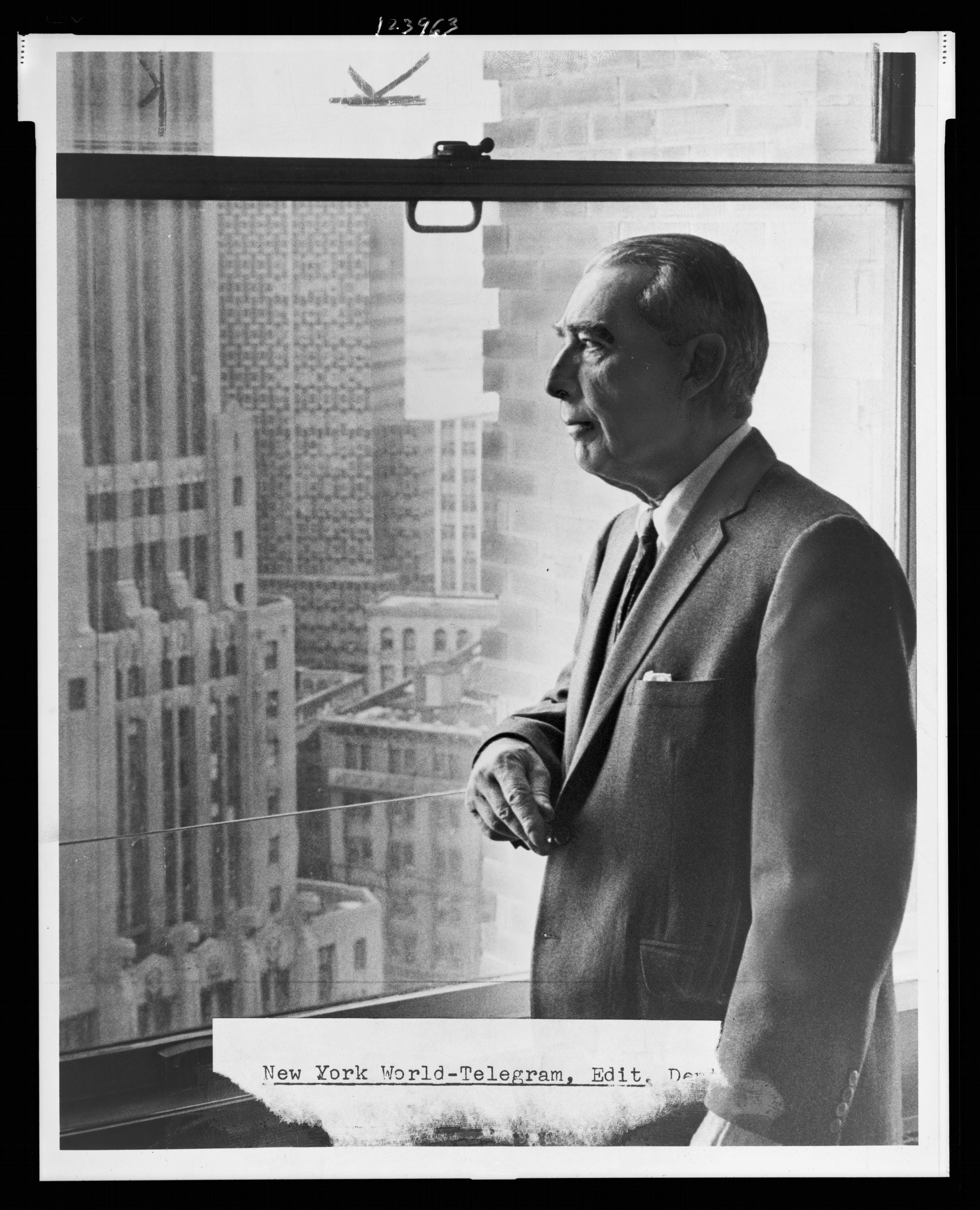
Adolf Augustus Berle, Jr. en 1965

Adolf Augustus Berle, Jr. (Boston, Massachusetts, 27 de enero de 1895-Nueva York, 17 de febrero de 1971) fue un abogado, docente, autor y diplomático estadounidense, autor de The Modern Corporation and Private Property, un importante libro sobre gobierno corporativo, y asesor de Franklin Roosevelt como miembro de su "Brain Trust".

## Carrera académica
Niño prodigio, Berle entró a la Universidad de Harvard a los 14 años y a los 21 se graduó como abogado. Fue profesor en la Universidad de Columbia en 1927 y desempeñó ese cargo hasta su retiro en 1964. Poco después de ingresar escribió The Modern Corporation and Private Property, junto con el economista Gardiner Means, demostrando que el verdadero poder de las grandes corporaciones estadounidenses se hallaba en sus administradores más que en sus accionistas, que formalmente eran los dueños pero tenían muy poca relación con las decisiones de gobierno corporativo dentro de las 200 mayores empresas de EE. UU., que controlaban casi toda la vida económica del país.  
Berle sostuvo que la alta concentración económica entre 200 empresas de EE. UU. hacía inexistente la teoría de la "competencias de precios" y que la solución a las distorsiones del mercado no era la disgregación de empresas mediante la legislación antitrust pues esto era ineficiente, y que la regulación gubernamental era el camino más adecuado.

## Carrera política
Cuando Franklin D. Roosevelt ascendió a la presidencia de EE. UU. en 1932, Berle fue un miembro de su "Brain Trust" aunque como consejero informal, pero ayudando a elaborar políticas como hipotecas del gobierno federal a campesinos y pequeños propietarios, construcción de la Vía marítima del San Lorenzo y creación de la Reconstruction Finance Corporation. Al mismo tiempo Berle se establecía en Nueva York y era consultor de la campaña electoral del alcalde neoyorquino Fiorello LaGuardia, trabajando como funcionario de la alcaldía entre 1934 y 1938. Después de esa fecha Berle fue convocado para ser Secretario de Estado Adjunto para América Latina hasta 1944; desde su nuevo cargo diplomático Berle impulsó la creación de la Organización de Aviación Civil Internacional y diseñó la Política de buena vecindad seguida por la administración Roosevelt hacia países latinoamericanos. 
Tras la Segunda Guerra Mundial, Berle sirvió como embajador de Estados Unidos en Brasil entre 1945 y 1946, tras lo cual se retiró de cargos públicos. Retornó al terreno político brevemente a inicios de 1961 para cooperar con la administración de John F. Kennedy asesorando a la Alianza para el Progreso, pero se retiró nuevamente a mediados de ese mismo año.